# Oswald de Andrade

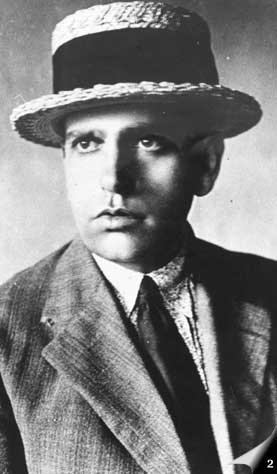
Oswald de Andradre, um 1920

Oswald de Andrade (* 11. Januar 1890 in São Paulo; † 22. Oktober 1954 ebenda) war ein brasilianischer Schriftsteller und Mitbegründer des brasilianischen Modernismo.
Oswald de Andrade war der Lebensgefährte der Künstlerin Tarsila do Amaral und zusammen mit ihr und Mário de Andrade, Anita Malfatti und Menotti del Picchia Mitglied der Grupo dos Cinco („Gruppe der Fünf“) und Mitarbeiter des Kulturmagazins Semana de Arte Moderna.
In zweiter Ehe war er mit der Schriftstellerin Patrícia Rehder Galvão verheiratet. Er schrieb zwei poetische Manifeste, deren avantgardistische Forderungen er in Theaterstücken und Romanen zu erfüllen suchte. Sein bekanntestes Manifest war das Manifesto Antropófago aus dem Jahr 1928. Es enthält ein Programm für eine freie, klassenlose, an matriarchalischen Vorzeiten angelehnte Gesellschaft und ist ein Beispiel für postkoloniales Schreiben in Brasilien. 1924 verfasste er bereits das Manifesto da Poesia Pau-Brasil, das eine große Strahlkraft auf den brasilianischen Modernismus ausübte.

## Antropophagie-Bewegung
Oswald de Andrade war Mitbegründer einer sozialkritischen und kulturrevolutionären Antropophagie-Bewegung in Brasilien. Mit scheinbaren Widersprüchen wie national und international, regional und kosmopolitisch wurden die neusten europäischen Stilrichtungen aufgegriffen und mit Hilfe eines „tropischen“ Regionalismus ein neues Selbstbewusstsein entwickelt, als Gegenbewegung zur europäischen Dominanzkultur. Nach dem anthrophagischen Motto „Statt das Fremde wegzuschieben, das Fremde fressen“ entwickelten er und die Bewegung gegen die zerstörerischen, dominanten und rassistischen Elemente europäischer Kultur künstlerische Gegenaktionen mit inhaltlich ethischen Begründungen. Der Reinlichkeit, Wissenschaftlichkeit und dem „europäischen Verlangen nach Differenz“ setzte er „das tropische Wuchern, Aneignung, Naivität, Wildheit und Poesie“ entgegen. Ihren Namen erhielt die Bewegung durch ein Bild von Tarsila do Amaral Abaporú von 1928. Abaporú bedeutet in der Sprache der Tupí Anthropophage, also Menschenfresser. Das Anthropophagische Manifest wurde 1928 in der ersten Ausgabe der Revista de Antropofagia in São Paulo veröffentlicht und erschien auf Deutsch 1990 in der Kulturzeitung Lettre International. Es gehört zu den wirkungsmächtigsten Texten der brasilianischen Literaturgeschichte und wird bis heute international weit rezipiert. Er fordert in dem Text sein Land zum kulturellen Kannibalismus auf, um die dominierende europäische Kultur zu verschlingen, statt sich von ihr kulturell auffressen zu lassen, wofür sich die Kulturen der mehr als vier Millionen Einwanderer aus Europa und Asien, der Indigenen des Landes und der Nachfahren der afrikanischen Sklaven vermischen müssen, um zur Basis eines neuen Stils zu werden.

## Einfluss in Deutschland
Die Künstlerinnen und Philosophinnen Luzenir Caixeta und Rubia Salgado von der Organisation Theorie und Praxis einer Migrantinnenselbstorganisation (MAIZ) beziehen sich heute wieder auf Oswald de Andrade und die anthrophagischen Bewegung. 2004 veröffentlichten sie in Spricht die Subalterne deutsch? einem Sammelband postkolonialer Kritik, ihr Manifest gegen die „ethnozentristische Kulturhegemonie des Nordens“ und erklären: „Wir widersetzen uns jeglicher Zuschreibungspraxis sei es in Form von Viktimisierung oder Exotisierung.“ Hier verweisen sie auf Ähnlichkeiten zu Oswald de Andrade, bei ihren Versuchen "neue Politiken der Sichtbarmachung" zu schaffen und neue Repräsentationsformen zu entwickeln.

## Werke
- 1924: Memórias sentimentais de João Miramar
- 1933: Serafim Ponte Grande
- 1934: O rei da vela 1933; O homem e o cavalo
- 1928, 1995: Manifesto Antropófago. In: Schwartz, Jorge: Vanguardas Latino-Americanas. São Paulo

## Verfilmungen
- 1982: Der König der Kerzen (O rei de vela)

## Film
- O Homem do Pau-Brasil, (1982), 106 Minuten, Regie: Joaquim Pedro de Andrade[5]